# Clapotis
 (juin 2018).
Le Clapotis est un sloop baliseur à coque bois, construit en 1920 dans la commune de Saint-Georges-d'Oléron à Boyardville, pour les Ponts et Chaussées, au Service des phares et balises de La Rochelle.
Son immatriculation est LR 1944 (La Rochelle).
Le Clapotis fait l’objet d’un classement au titre objet des monuments historiques depuis le 27 mars 2000.

## Histoire
Ce voilier baliseur auxiliaire a été construit par un employé du Service des phares et balises, Ismaël Poitou, avec les caractéristiques d'un voilier de course dessiné par l'architecte Paul Merle en 1920.
Son travail initial était la pose et l'entretien des balises dans les coureaux (pertuis) d'Oléron, avec un équipage de 2 hommes. Il ne pouvait transporter que 4 perches à la fois. 
Durant cette longue période, le Clapotis était aussi employé par les ingénieurs pour les régates locales de weekend.
Il fut désarmé en 1979 et était voué à terminer en épave.
Le Musée national de la Marine de Paris voulut le récupérer, dès 1981, pour l'exposer au Musée de l'Atlantique à Port-Louis, proche de Lorient mais une association du personnel des phares et balises, attachée au Clapotis put le maintenir sur place. Cette association voulut le réparer pour le faire naviguer à nouveau pour ses membres. Ils le désossèrent complètement, mais devant l'étendue de la tâche pour la reconstruction, ils l'abandonnèrent à l'état de squelette.
En 1984, devant l'état d'abandon du bâtiment placé sur le parking des phares et balises de La Pallice, l'association Flottille en Pertuis lance un projet de restauration. Son but : protéger et faire naviguer les anciens bateaux traditionnels des pertuis charentais.
Avec l'aide du Conseil général de Charente-Maritime et des soutiens ministériels, une restauration fut entreprise pour lui redonner son aspect d'origine. Le 15 juin 1991, jour de son nouveau lancement, il rejoint son ancien port d'attache de Boyardville.
Le Clapotis participe aux divers rassemblements de gréements traditionnels. 
En 2001, il est racheté par la commune de Saint-Pierre-d'Oléron qui en fait son ambassadeur. Une nouvelle association Sloop baliseur Clapotis le prend en charge. Ces membres actifs navigants constituent son équipage, le maintiennent en état de naviguer, forment les nouveaux membres à la navigation à voile et participent aux diverses activités maritimes et rassemblements de gréements traditionnels, ainsi qu'aux régates du port de Boyardville.

## Galerie d'image

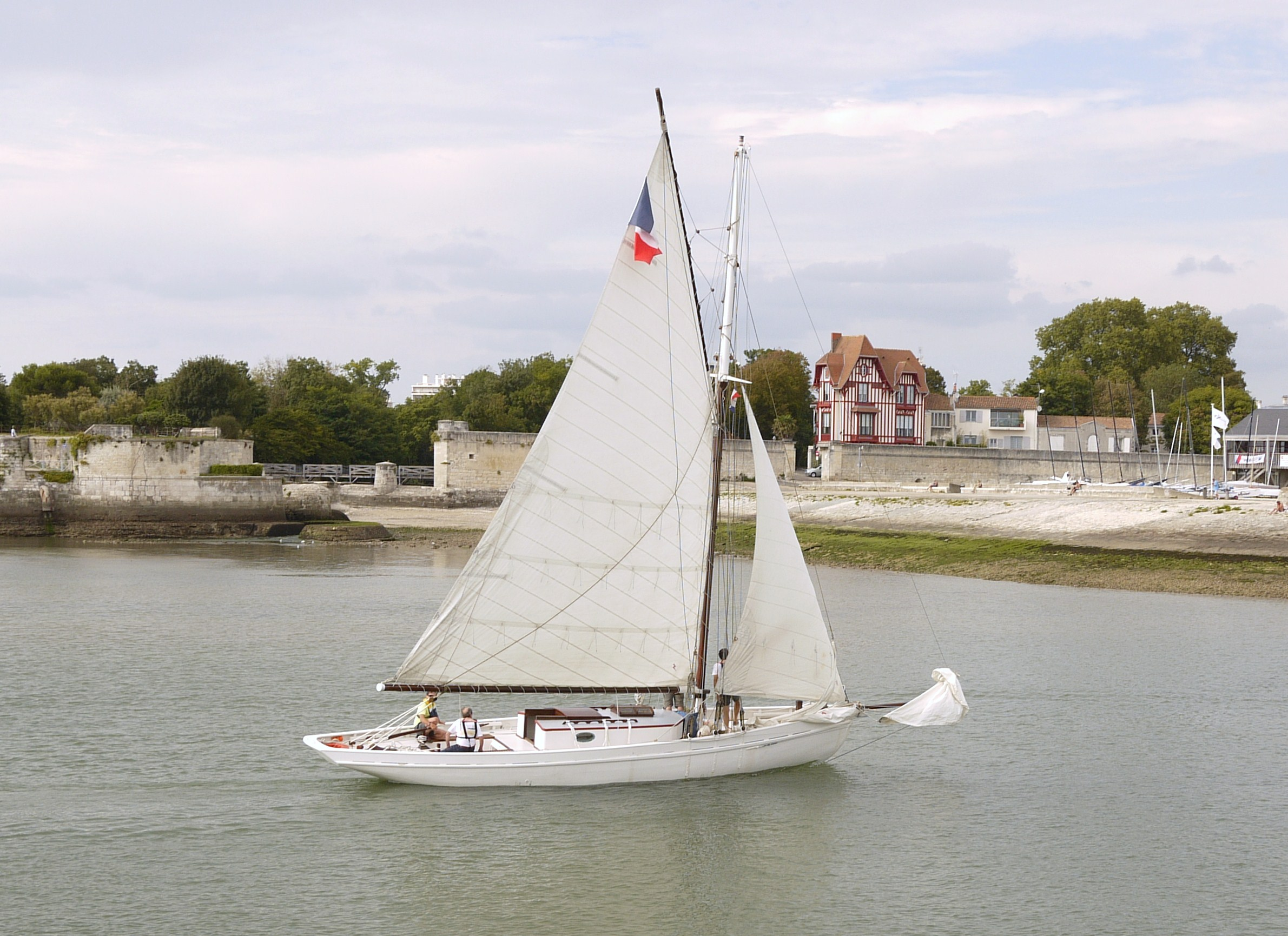
Navire sous voile
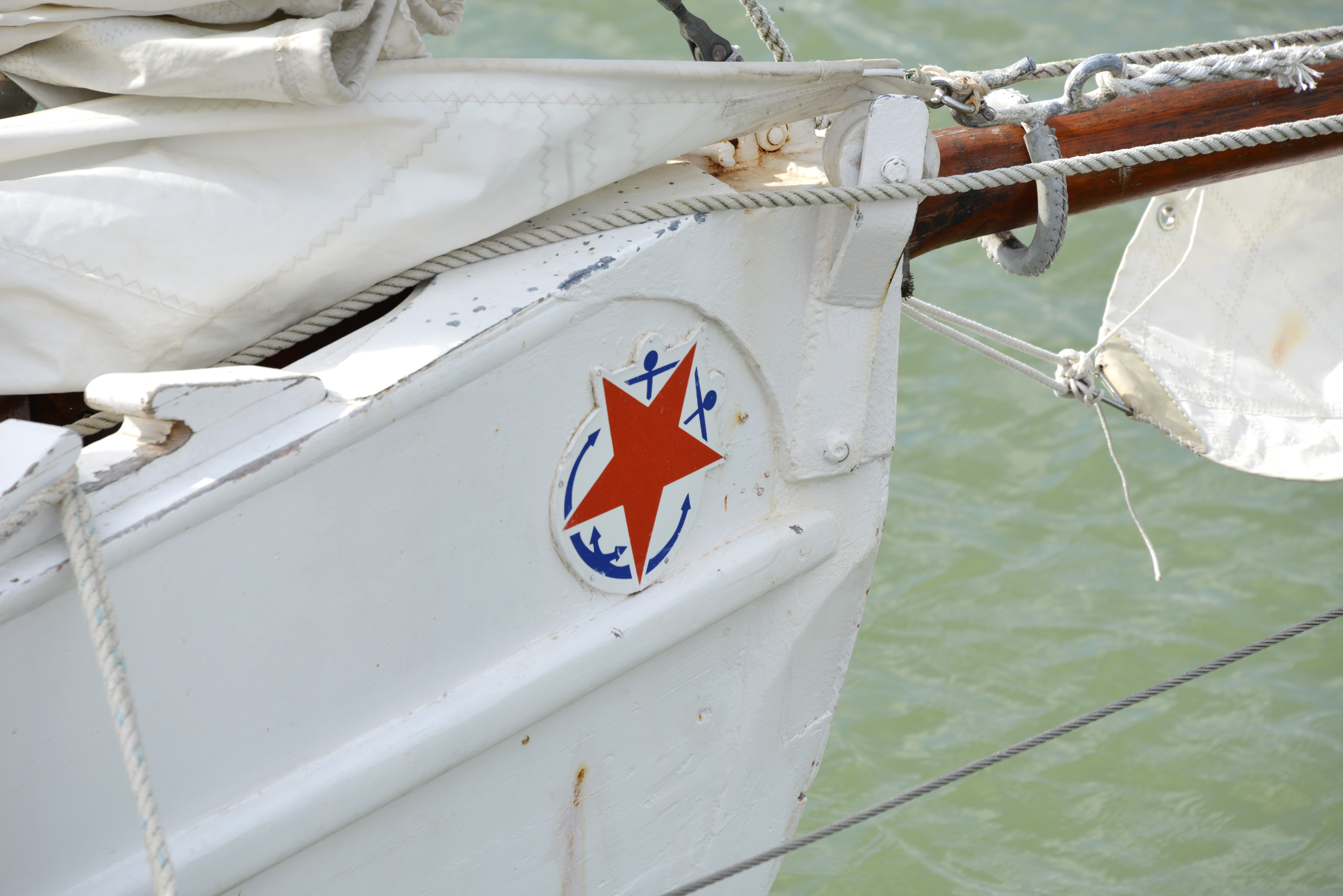
Détail de la proue
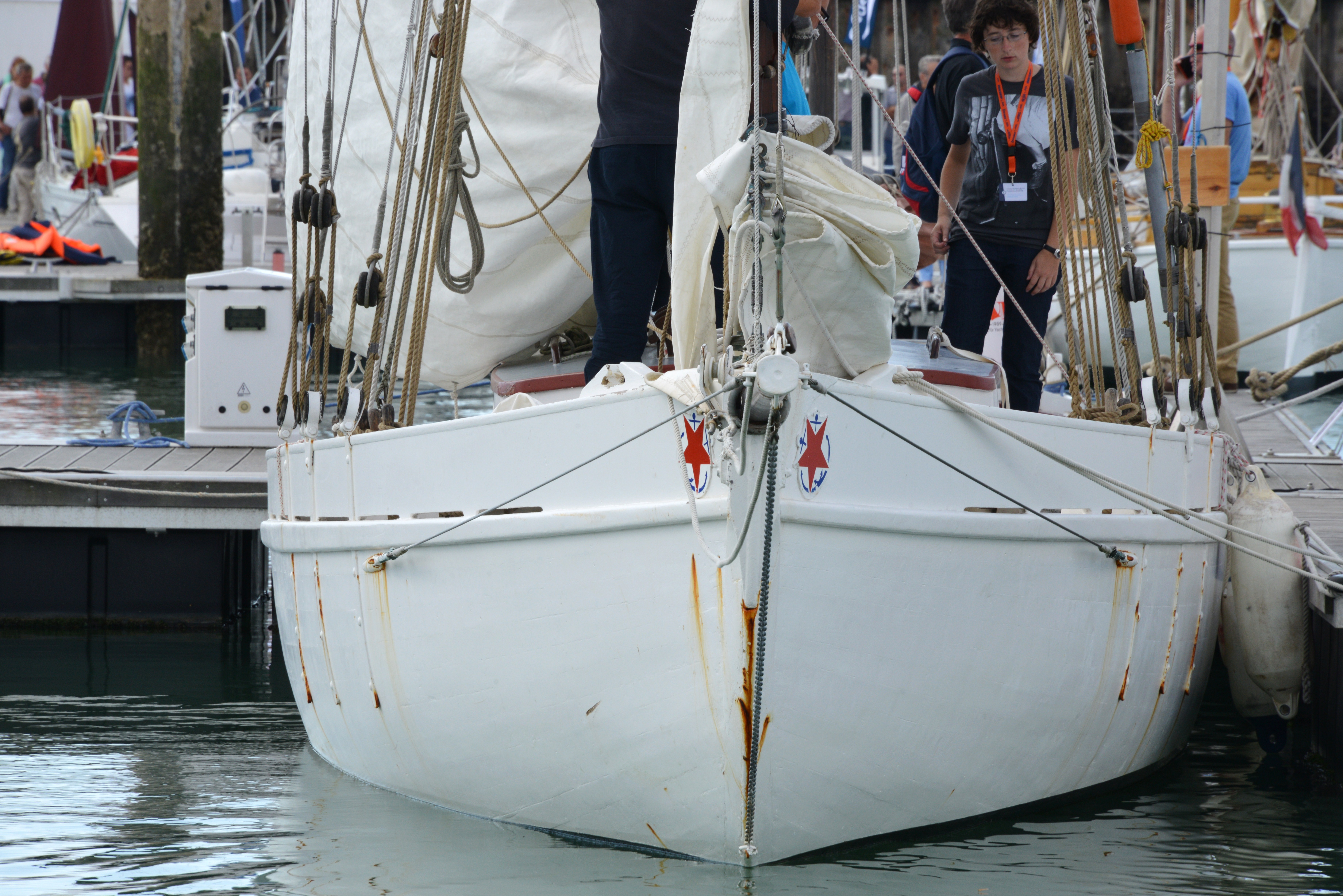
Proue
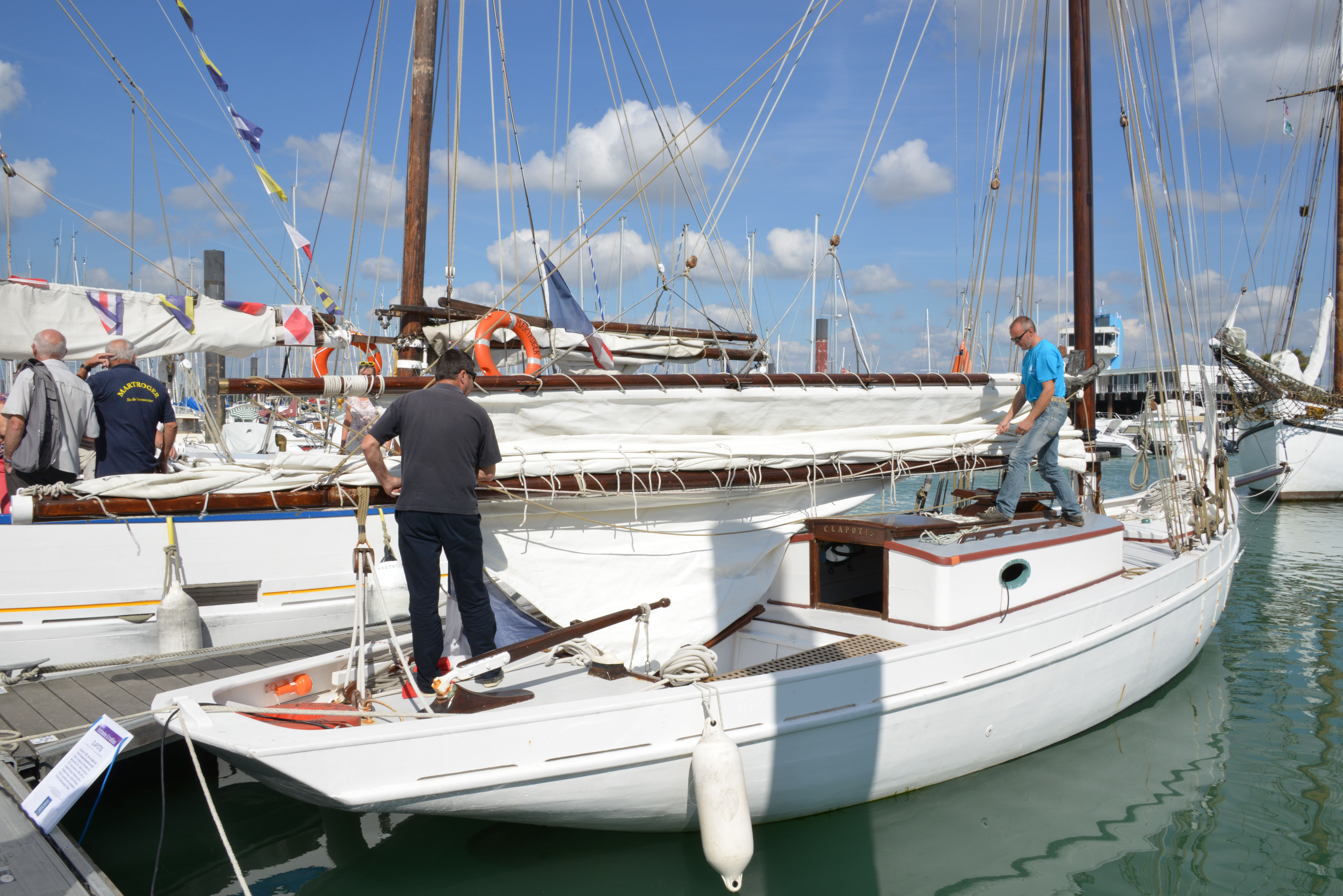
Détail du pont
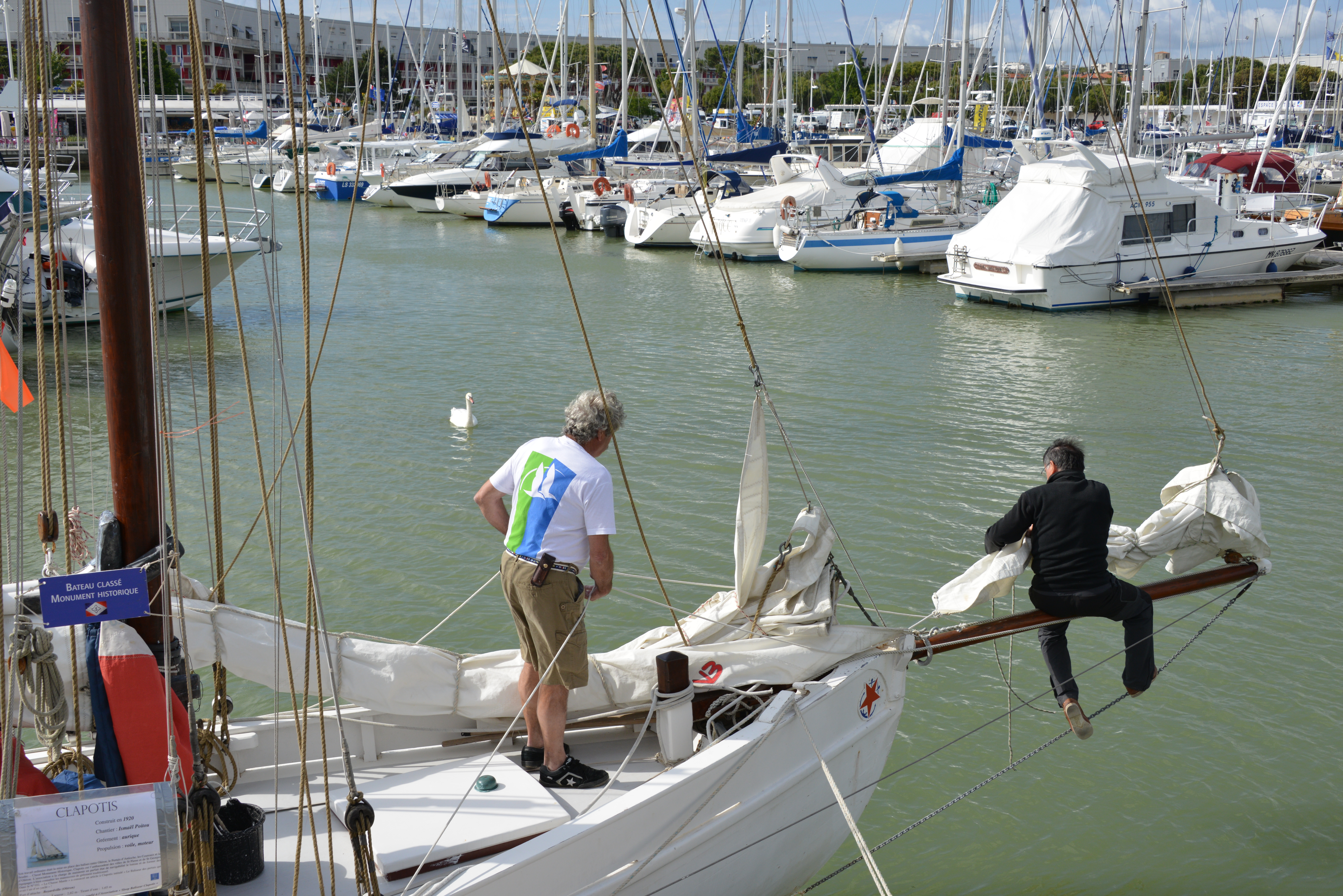
Rangement des focs